# Костадин Дурев
Костадин Дурев е български лекар и народен певец от Родопската фолклорна област.

## Биография
Роден е на 20 октомври 1919 г. в село Широка лъка, Дьовленско. До 1922 г. семейството му живее в село Пашмакли (днес град Смолян), където баща му служи като офицер. Макар да няма военно образование, го използват в армията като по-образован за времето си – завършил е Първа мъжка гимназия в Пловдив, а след това и Школата за запасни офицери в София.
От 1922 до 1934 г. баща му е демобилизиран и изпратен в Дьовлен (днес Девин) като началник на телеграфо-пощенска станция. Там младият Дурев завършва няколко отделения. По-късно родителите му се преместват в Доспат, където междувременно баща му е кмет.
След седми клас Костадин Дурев постъпва в Софийска духовна семинария, където учат такива светила като икономистът академик Евгени Матеев, писателят Камен Калчев, патриарх Максим, генералът Добри Джуров и др.
През 1937 година, докато е още в семинарията, е първата му изява в радиото. Изпълнява по нареждане на учителя си по риторика една проповед. Тогава го карат да изпее и една родопска песен. Предаването се излъчва от семинарската църква. Песента, прозвучала тогава, е „На мене ли си, Русо, сордна и гневна“.
Българският екзарх Стефан, който е брат на баба му, планува да изпрати Дурев да учи богословие в Кеймбридж със стипендия, осигурена от кентърбърийския епископ. Записан е, но поради заболяване от пиелонефрит не успява да замине.
Дурев завършва семинарията през 1938 г. След завършването ѝ записва богословие и учи един семестър, после втори – славянска филология. Същевременно обаче се явява и на приравнителни изпити в Първа мъжка гимназия, защото със семинаристко образование не би могло да продължи да учи друго, освен богословие, военно училище и учителство.
След вземане на гимназиалната диплома се записва в специалност „медицина“ в София. През 1944 г. завършва петте медицински курса. В началото на 1945 година го изпращат на съкратен 45-дневен курс в Школата за запасни офицери. Тук се запознава с поетът Валери Петров, който също е на преподготовка по това време. Изпращат по военни болници в Пловдив, Габрово, Велинград и др. След демобилизацията работи в село Смилец, Панагюрско.
През 1951 г. завършва специализация в ИСУЛ по физиотерапия, след което става началник на туб-диспансера в Широка лъка, който през 1959 г. е преместен в Девин и се слива с градската болница. През 1952 г. Дурев от София идва в Широка лъка. В същото време Георги Бояджиев издирва изпълнители на родопски песни. Двамата с Дурев записват пет родопски песни на магнетофон, от които: „Де се е чуло видяло“, „Я се покачи, Яно мари, на висок чардак“, „Черешка е цвет цветила“. Песента „Девойко мари хубава“ Дурев записва през 1955 година.
Тя веднага става мелодия на годината по радиото. Записва я с народния оркестър на Радио „София“, а в съпровод на гайда, защото гласът му е по-висок от тона на гайдата. В радиото той има записани 40 песни, но половината от тях са изтрити, защото се споменават „непозволени“ по онова време имена – Асан, Фатме и др.
Костадин Дурев е носител на златни медали на събор в Копривщица през 1963 година на Агликина поляна. Има издадена малка грамофонна плоча с негова снимка в родопска носия. Песни, записани на нея, са „Накичилу съй“, „Димитрице, млада булко“ и „Бре Асане“.
Д-р Дурев е помогнал на много хора освен с медицинските си познания и с песента. Негови близки разказват следната забавна история: трябвало да лекува баба в Тешел. Викат го и разбира, че жената е с тежка пневмония. Казал, че трудно ще се излекува. Бабата му се оплакала: „Мен ма е хич не страх, че ша умра. Ами ма е жал, че нема кой да ма опее“. Д-р Дурев казал: „Туй е льосна работа“. Запалили две-три свещи и изкарал цялото опело. Жената оздравява, но синовете ѝ го попитали: „Докторе, какво ти дължим?“, а Дурев отговорил: „Ами аз не съм я излекувал“. Синовете настояли: „Поне за попското да си ти платим“.
За песента „Девойко, мари хубава“ Дурев казвал, че не е негова песен, а на народа. „Чух я от възрастни хора, докато обикалях родопските села като млад доктор. Хареса ми и я научих“, обяснявал като го питали.
Умира на 14 август 2011 г. в град Пловдив.
Песента „Девойко, мари хубава“ в изпълнение на Костадин Дурев е включена в компилацията „Вечните песни на България“.